# Ophiographa lechriomita
Ophiographa lechriomita là một loài bướm đêm trong họ Geometridae.